# Benson Mhlongo
Benson Simphiwe Mhlongo (ur. 9 listopada 1980 w Alexandrze) – południowoafrykański piłkarz grający na pozycji środkowego obrońcy lub defensywnego pomocnika.

## Kariera klubowa
Na początku swojej kariery piłkarskiej Mhlongo występował w klubach Megawatt Park i Alexandra Parma. W 1998 roku został piłkarzem Alexandry United i przez rok grał z nią w trzeciej lidze RPA. W 1999 roku odszedł do City Sharks z Johannesburga, zespołu z Mvela League, czyli odpowiedniku drugiej ligi. W 2000 roku grał już w ekstraklasie RPA jako zawodnik Supersport United FC. W 2001 roku został piłkarzem Wits University z Johannesburga. Tam grał przez cztery lata. W 2003 roku zajął 3. miejsce w lidze, a rok później - 4.
W 2005 roku Mhlongo przeszedł do Mamelodi Sundowns FC. W sezonie 2005/2006 został po raz pierwszy w karierze mistrzem Republiki Południowej Afryki. Z kolei rok później powtórzył z Mamelodi to osiągnięcie. W 2007 roku wygrał z Sundowns SAA Supa 8.
Latem 2008 Mhlongo podpisał kontrakt z Orlando Pirates i zaliczył tym samym trzeci klub z Johannesburga w swojej karierze. W sezonie 2008/2009 wywalczył z Orlando Pirates wicemistrzostwo RPA. W sezonach 2010/2011 i 2011/2012 został mistrzem kraju. W sezonie 2010/2011 zdobył również Puchar RPA.
W latach 2012–2014 Mhlongo występował w Platinum Stars FC. W sezonie 2012/2013 został z nim wicemistrzem RPA. W sezonie 2014/2015 grał w Polokwane City FC, w którym zakończył karierę.
| Sezon   | Klub                 | Kraj              | Rozgrywki             | Mecze | Bramki |
| ------- | -------------------- | ----------------- | --------------------- | ----- | ------ |
| 1998/99 | Alexandra United     | Południowa Afryka | III liga              | 15    | 0      |
| 1999/00 | City Sharks          | Południowa Afryka | Mvela League          | 8     | 0      |
| 2000/01 | Supersport United FC | Południowa Afryka | Premier Soccer League | 0     | 0      |
| 2001/02 | Wits University      | Południowa Afryka | Premier Soccer League | 4     | 0      |
| 2002/03 | Wits University      | Południowa Afryka | Premier Soccer League | 19    | 3      |
| 2003/04 | Wits University      | Południowa Afryka | Premier Soccer League | 27    | 6      |
| 2004/05 | Wits University      | Południowa Afryka | Premier Soccer League | 5     | 0      |
| 2005/06 | Mamelodi Sundowns FC | Południowa Afryka | Premier Soccer League | 23    | 0      |
| 2006/07 | Mamelodi Sundowns FC | Południowa Afryka | Premier Soccer League | 28    | 2      |
| 2007/08 | Mamelodi Sundowns FC | Południowa Afryka | Premier Soccer League | 25    | 2      |
| 2008/09 | Orlando Pirates      | Południowa Afryka | Premier Soccer League | 26    | 2      |
| 2009/10 | Orlando Pirates      | Południowa Afryka | Premier Soccer League | 11    | 2      |
| 2010/11 | Orlando Pirates      | Południowa Afryka | Premier Soccer League | 0     | 0      |
| 2011/12 | Orlando Pirates      | Południowa Afryka | Premier Soccer League | 4     | 0      |
| 2012/13 | Platinum Stars FC    | Południowa Afryka | Premier Soccer League | 26    | 2      |
| 2013/14 | Platinum Stars FC    | Południowa Afryka | Premier Soccer League | 23    | 0      |
| 2014/15 | Polokwane City FC    | Południowa Afryka | Premier Soccer League | 12    | 0      |

## Kariera reprezentacyjna
W reprezentacji RPA Mhlongo zadebiutował 14 czerwca 2003 roku w wygranym 2:1 towarzyskim spotkaniu z Trynidadem i Tobago. 20 maja 2006 strzelił pierwszego gola w kadrze narodowej w meczu COSAFA Cup 2006 ze Suazi (1:0). W 2008 roku został powołany przez selekcjonera Carlosa Alberto Parreirę do kadry na Puchar Narodów Afryki 2008. Tam był rozegrał dwa spotkania: z Angolą (1:1) i z Tunezją (1:3). W 2009 roku selekcjoner Joel Santana powołał go na Puchar Konfederacji. OD 2003 do 2009 rozegrał w kadrze narodowej 37 meczów i strzelił 1 gola.